# Christophsbad Göppingen

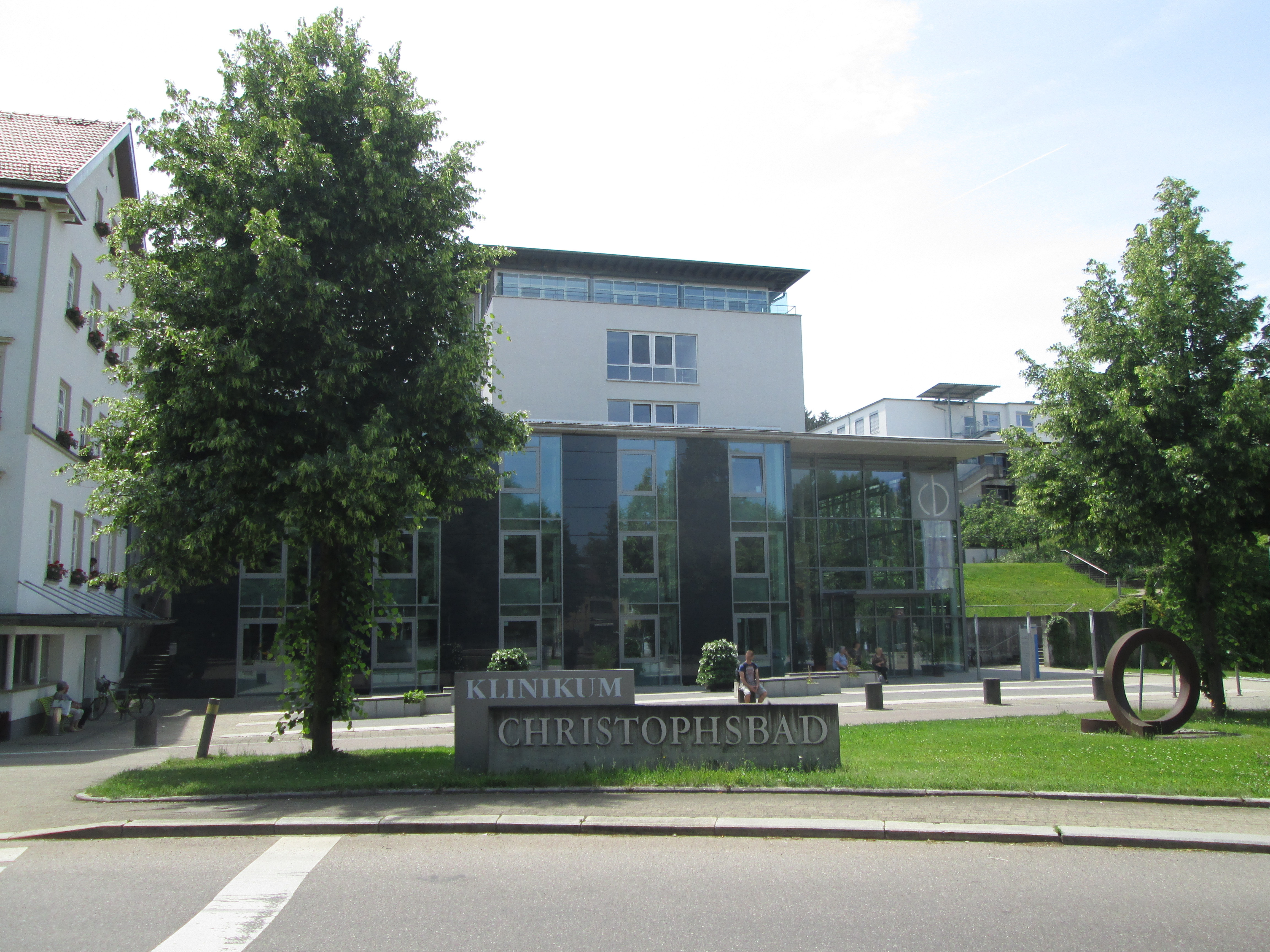
Haupteingang des Christophsbads

Das Christophsbad Göppingen ist ein Plankrankenhaus in privater Trägerschaft mit Hauptsitz in der baden-württembergischen Stadt Göppingen mit einer Außenstelle in Geislingen an der Steige. Das Klinikum nimmt den Versorgungsauftrag für die psychiatrische, psychosomatische und neurologische Versorgung des Landkreises Göppingen wahr. Es ist Teil der Christophsbad Klinikgruppe.

## Geschichte

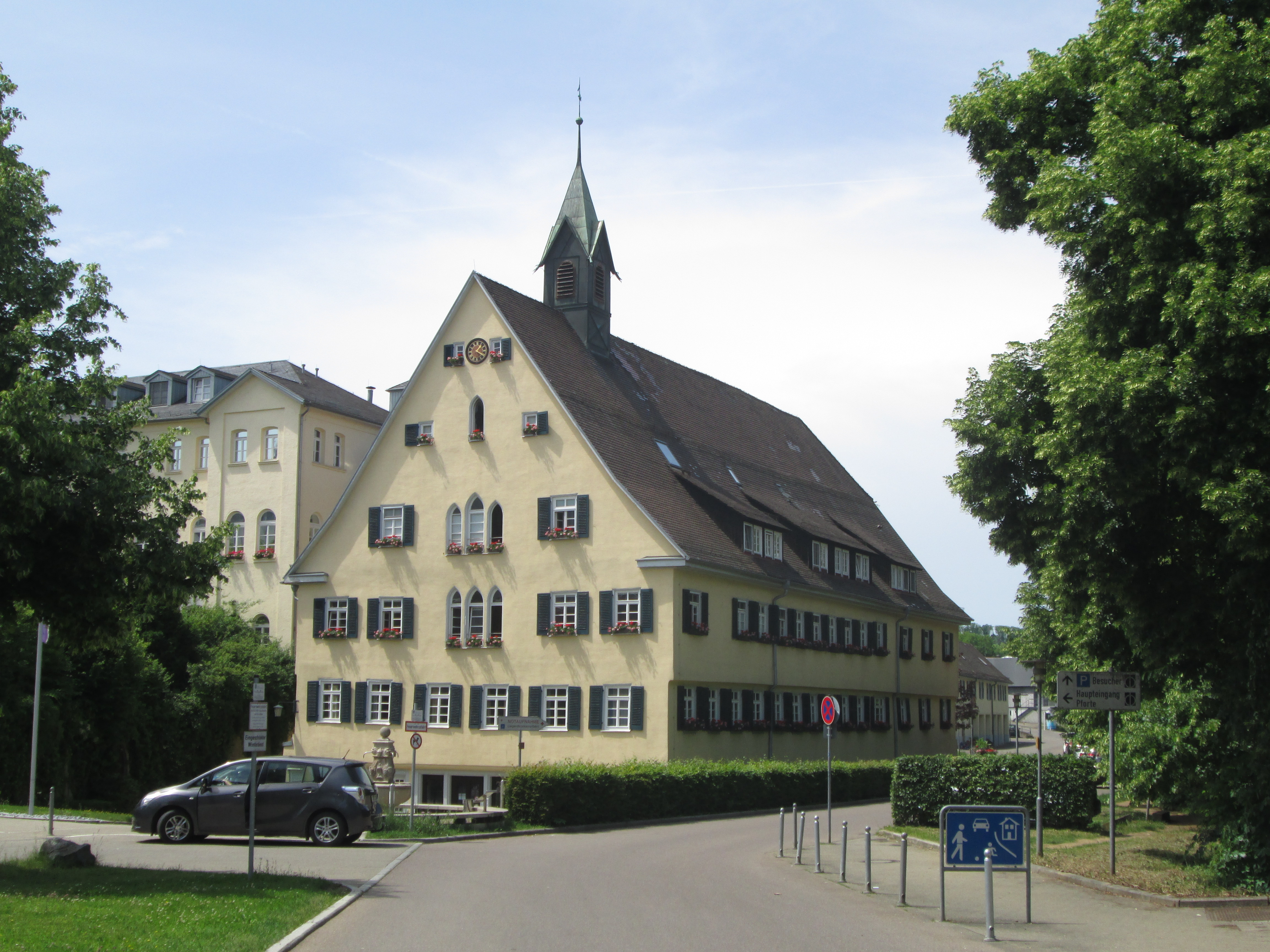
Von Heinrich Schickhardt erbautes Altes Badhaus (1616–1618)

### Brunnen und Badhaus
Die erste urkundliche Erwähnung stammt aus dem Jahre 1404 als „Swalbrunnen zu Geppingen“. Um 1550 sind häufige Badeaufenthalte von Herzog Christoph von Württemberg belegt. In den Jahren von 1616 bis 1618 wurde das Badhaus durch Heinrich Schickhardt neu erbaut. Es beherbergt bis heute nebst Verwaltung auch noch klinische Plätze sowie das Museum für Psychiatrie MuSeele. 1625 verzeichnete das damalige Bad mit Johannes Kepler einen prominenten Kurgast.

### Heil- und Pflegeanstalt für Gemüts- und Nervenkranke
Heinrich Landerer und Palm erwarben das Göppinger Bad im Jahre 1839. Dreizehn Jahre später, 1852, gründeten sie die „private Heil- und Pflegeanstalt für Gemüts- und Nervenkranke“ in Zusammenarbeit mit Gustav Jung.
1859 erfolgte die Gründung einer „Landwirtschaftlichen Kolonie“ auf dem Freihof mit 60 Plätzen. Sechs Jahre später kam es zu einer Aufnahmeverpflichtung für 250 „Staatspfleglinge“.
Im Jahre 1874 beherbergte die Anstalt 394 Kranke. Sie war inzwischen Heilanstalt, Mineralbrunnen und Gutsbetrieb. Heinrich Landerer verstarb am 8. Februar 1877. Dreizehn Jahre später traten die Söhne Gustav, Richard und Heinrich die Nachfolge des Vaters in der „Privat-Irrenanstalt“ an.
Nach Abgabe der staatlichen Fürsorgepatienten infolge der Inflation und der Wirtschaftskrise nach dem Ersten Weltkrieg beherbergte die Anstalt 1924 nur noch 68 Privatpatienten. Diese Zahl stieg in den Folgejahren sprunghaft auf 530 Patienten im Jahre 1930 an.

### Zeit des Nationalsozialismus
In der Zeit des Nationalsozialismus wurden Patienten systematisch  ermordet. Am 19. September 1940 schrieb das Württembergische Innenministerium in Stuttgart an die staatlichen Heilanstalten Weinsberg und Weißenau:
„Von der Heilanstalt Göppingen wurden von den Kranken, die nach Weinsberg und Weissenau verlegt wurden, noch keine Meldebogen ausgefüllt, was unverzüglich nachzuholen wäre. Die Meldebogen sind mir bis spätestens 1. Oktober 1940 zur Weitergabe an den Herrn Reichsminister des Innern [Jonathan Schmid] vorzulegen.“ (gez. [Otto] Mauthe)
An späteren Verlegungen sind folgende Transporte von 297 Patienten bekannt:
- 17. April 1940: 40 weibliche Patienten nach Weinsberg;
- 21. Juni 1940: 75 weibliche Patienten nach Weinsberg;
- 24. Juni 1940: 75 männliche Patienten nach Weißenau;
- 14. Oktober 1940: 75 männliche Patienten nach Winnenden;
- 27. März 1941: 32 Patienten nach Weinsberg.

137 dieser Patienten wurden in Grafeneck ermordet, 31 in Hadamar.

### Nachkriegszeit
1972 wurde das „Christophsbad Göppingen Dr. Landerer Söhne“ in den Krankenhausplan Baden-Württembergs, als psychiatrisch-neurologische Privatklinik aufgenommen. Acht Jahre später erfolgte die Inbetriebnahme des neuerbauten Hauses 22 mit 164 Plätzen.

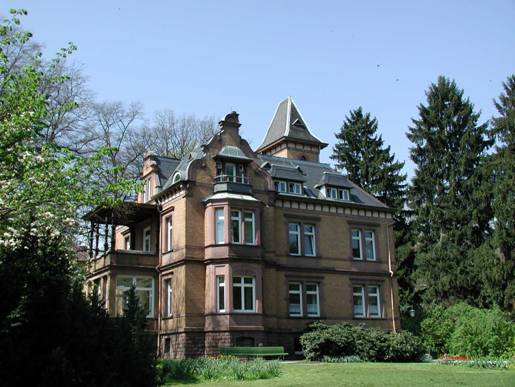
Villa im Klinikpark

1996 erfolgte die Ausgliederung der „Langzeitstationen“ infolge des Pflegeversicherungsgesetzes. Diese wurden im Christophsheim zusammengefasst.
Zwei Jahre später wurde die neu erbaute Rehaklinik mit 55 Plätzen eingeweiht. Es bestanden somit Kliniken für Psychiatrie und Psychotherapie, eine Klinik für Neurologie und Neurophysiologie und die Göppinger Rehaklinik mit Therapiezentrum.
1999 eröffnete die psychiatrische Tagesklinik in Göppingen sowie die Frührehabilitation im Klinikneubau Haus 21.
Das 21. Jahrhundert brachte 2002 die Feierlichkeiten zum 150-jährigen Bestehen der privaten Heilanstalt/Klinik und im gleichen Jahr die Eröffnung der Psychiatrischen und Psychotherapeutischen Institutsambulanz für Erwachsene, der ein Jahr später die Einweihung der Kinder- und Jugendpsychiatrischen und -psychotherapeutischen Institutsambulanz, die Inbetriebnahme des Schlaflabors und eine Aufstockung um 5 Betten in der Neurologie folgten.
Im selben Jahr schied der geschäftsführende Gesellschafter und ärztliche Direktor Burkhard Krauß (Ur-ur-ur-Enkel des Gründers und Träger des Bundesverdienstkreuzes) aus. 2004 wurde das MuSeele eröffnet, die neurologischen Betten auf 89 aufgestockt und 20 psychiatrische Betten in Betten für Psychosomatisch-Psychotherapeutische Medizin und Schlaganfall-Einheit (Stroke Unit) umgewandelt. Es folgte ein Jahr später die Modernisierung und Erweiterung der Intensivstation und 2006 der Start der START-KLINIK, einer Klinik für Psychiatrie, Psychosomatik und Psychotherapie des Kindes- und Jugendalters mit 12 Behandlungsplätzen für Jugendliche.

2009 kam die psychiatrische Tagesklinik Geislingen an der Steige mit 18 Plätzen und einer psychiatrisch-psychotherapeutischen Institutsambulanz hinzu. 2010 eröffnete eine Klinik für Kinder- und Jugendpsychiatrie, Psychosomatik und Psychotherapie, sowie die Christophsbad-Akademie für Psychosomatik und Psychotherapie (C-AP) zur Ausbildung von Psychologen zu Psychologischen Psychotherapeuten.

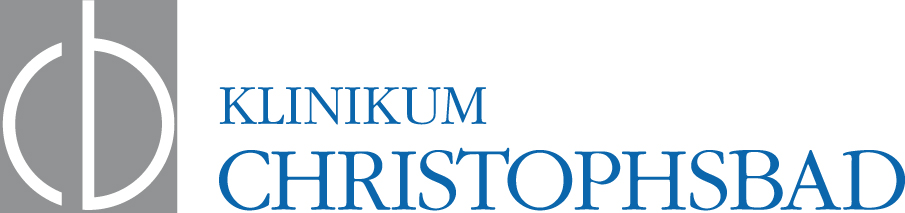
Altes Logo des Christophsbads Göppingen (bis 2021)

2011 folgte eine Klinik für Radiologie und Neuroradiologie mit dem Schwerpunkt Interventionelle Neuroradiologie bei akutem Schlaganfall. 2012 wurde das vollstationäre und ambulante Behandlungsangebot der Suchtabteilung um die „Tagesklinik im Park“ mit 18 Plätzen erweitert. Im Jahr 2014 wurde der Eingangsbereich neu gestaltet sowie erweitert (Haus 20). Die Klinik für Geriatrische Rehabilitation wurde ausgebaut und umfasste fortan 95 Betten. Das Praxis-Zentrum Göppingen am Freihof startete 2015, wurde aber 2021 wieder geschlossen.
Der Neubau der Kinder- und Jugendpsychiatrie, der Klinikschule und des Archivtrakts für das Klinikum wurde 2016 feierlich eröffnet und das neu erbaute Parkhaus in Betrieb genommen.
2021 wurde das neue Gebäude der Psychosomatik (Haus 26) eingeweiht. 2022 eröffnete der Betriebskindergarten Villa Marie, welcher in einem Ideenwettbewerb nach der Enkelin von Gründer Heinrich Landerer benannt wurde.

## Organisation
- Psychiatrie und Psychotherapie; Psychiatrische Tagesklinik, Psychiatrische Tagesklinik Geislingen
- Gerontopsychiatrie
- Psychosomatische Medizin und Fachpsychotherapie
- Kinder- und Jugendpsychiatrie, Psychosomatik und Psychotherapie
- Neurologie, Neurophysiologie, Frührehabilitation und Schlafmedizin; Schlaganfall-Einheit (zertifizierte regionale Stroke Unit), Schlaflabor
- Radiologie und Neuroradiologie; Interventionelle Neuroradiologie, diagnostische Radiologie
- Geriatrische Rehabilitation und Physikalische Medizin

## Forschung
Die Klinik für Psychiatrie und Psychotherapie mit Leo Hermle widmet sich in erster Linie empirischen Forschungsprojekten im Zusammenhang mit psychiatrischen Erkrankungen. Im Berichtszeitraum 2010 wurden folgende Projekte durchgeführt:
- Leitung des Forschungsprojektes „Gewichtsverlauf unter Therapie mit Valproinsäure im Verlauf einer bipolaren Störung“ (seit August 2006)
- Mitarbeit im Projekt „Einfluss der Motivation auf die kognitive Leistung in psychologischen Testverfahren bei Patienten mit schizophrener Psychose“, Projektleitung: A. Stevens, Psychiatrische Universitätsklinik Tübingen (seit April 2007)
- Gemeinsam mit A. Batra Leitung des Projekts „Häufigkeit von substanzbezogenen Störungen bei stationären psychiatrischen Patienten mit Diagnosen aus den Kategorien ICD-10 F2 und F3 an baden-württembergischen psychiatrischen Kliniken“ (seit April 2007)

Forschungsschwerpunkte der Klinik für Psychosomatische Medizin und Fachpsychotherapie sind in erster Linie:
- Behandlung von Essstörungen (die Weiterentwicklung und Evaluation von stationärer und teilstationärer Psychotherapie bei Anorexia Nervosa, die Ermittlung optimaler Dosis-Frequenz-Wirkungsbeziehungen bei der Psychotherapie von Essstörungen, die Ermittlung der differentiellen Wirksamkeit unterschiedlicher Therapiekomponenten stationärer Therapie, Prädikatoren des Therapieabbruchs)
- Behandlung von Persönlichkeitsstörungen (die Implementierung und Wirksamkeitsüberprüfung der mentalisierungsbasierten Therapie (MBT) bei der stationären Behandlung von Persönlichkeits- und Traumafolgestörungen)
- Psychosomatische Diagnostik und Behandlung von Allgemeinkrankenhauspatienten mit psychischer Komorbidität

- Die Dr.-Heinrich-Landerer-Stiftung, die von den Gesellschaftern des Christophsbads gegründet wurde, unterstützt u. a. wissenschaftliche Arbeiten.

## Christophsbad-Akademie für Psychotherapie (C-AP)
Die staatlich anerkannte Christophsbad-Akademie für Psychosomatische Medizin und Psychotherapie (C-APP) in Göppingen wurde 2019 in Christophsbad-Akademie für Psychotherapie (C-AP) umbenannt. Sie bietet Diplom-Psychologen eine dreijährige Ausbildung zum Psychologischen Psychotherapeuten für tiefenpsychologisch fundierte Psychotherapie sowie seit 2019 auch für Verhaltenstherapie „aus einer Hand“ an. Ziel der Ausbildung ist die Erlangung der Berufsbezeichnung „Psychologischer Psychotherapeut“, wie sie durch das Psychotherapeutengesetz definiert ist.

## Museum
Im Dachgeschoss des Alten Badhauses dieser Klinik befindet sich das „MuSeele“, ein Museum für Psychiatriegeschichte und Geschichten der Psychiatrie. Das Museum wurde 2004 eröffnet und wurde bis 2014 von 25.000 Interessierten besucht.